# Eddy and the Backfires
Eddy and the Backfires ist eine deutsche Rock-’n’-Roll- und Rockabilly-Band aus dem Raum Hannover.

## Geschichte
Eddy and the Backfires wurden 1999 von Bandleader Ralf „Eddy“ Bergstedt gegründet um wilden Rockabilly, angelehnt an den amerikanischen Rock-’n’-Roll-Sound der 1950er Jahre, zu spielen. Nach zahlreichen Formationswechseln ist Eddy das einzige noch erhaltene Gründungsmitglied der Band. Eddy and the Backfires schreiben vorrangig eigene Titel, setzen allerdings auch Stücke aus den 1950er Jahren in ihrem eigenen Stil um.

## Stil
Den Aussagen des Bandleaders zufolge, ist der Stil der Band dadurch geprägt, immer „Vollgas“ zu geben und die Musik „wild, leidenschaftlich und kompromisslos“ wiederzugeben. Die Wahrnehmung der Rock'n'Roll-Szene bestätigt diese Ausrichtung, da Eddy and the Backfires als eine der wildesten und heißesten Rockabilly-Bands weltweit angesehen wird. Der Stil wird als sehr markant und originell bezeichnet, bei dem vor allem Eddys Gesang und die Gitarre ausdrucksstark und dominant herüberkommen.
Die Band hatte diverse nationale und internationale Auftritte, unter anderem mit Bill Haley’s Comets, drei Auftritten in der MTVs TV-Serie Pimp My Date und als Spezialgast beim „50’s Beauty Contest“ in Moskau.

## Diskografie
- 2003: Get on the Right Track Baby!
- 2004: Seven Nights to Rock
- 2006: Cat Killer
- 2017: Dead Man Stare
- 2019: Twenty Fight Years
- 2020: Live in Person
- 2022: Triple Bombardement (mit Rhythm Torpedoes und The Royal Flush)

## Auszeichnungen
- Deutscher Country & Folk Preis 2018[5]
- Zweiter Platz Nebenkategorie „Rock’n’Roll/Rockabilly“, Deutscher Rock und Pop Preis 2018[6]